# 杜米特鲁·波帕
杜米特鲁·波帕（羅馬尼亞語：Dumitru Popa；1925年2月27日—），罗马尼亚共产党中央政治执行委员会委员、布加勒斯特市委员会第一书记兼布加勒斯特市人民委员会执行委员会主席、中央书记处书记兼中央军事和政法部部长。

## 生平
1925年，出生于罗马尼亚布加勒斯特。
1939年，在布加勒斯特的“勒梅特”工厂当学徒。
1943年，当机械钳工。
1945年，入党。
1946年，任布加勒斯特市党委委员。
1953年，任布加勒斯特市党委经济事务书记。
1954年，任罗马尼亚工人党中央委员会干部部检查部门领导小组组长和中央干部部人事档案部主任。
1956年，在“斯特凡·乔治乌”高级党校学习。
1960年，在罗马尼亚布加勒斯特经济研究学院国民经济系进修。
1961年，任胡内多阿拉州党委第一书记。
1965年，罗共九大，为罗共中央委员、中央监察委员会委员。
1966年，任罗共布加勒斯特市委员会第一书记。
1968年，兼任布加勒斯特市人民委员会执行委员会主席。
1969年，罗共十大，为罗共中央委员、中央政治执行委员会委员。
1971年，随齐奥塞斯库访问中国。
1972年，被免除一切职务。12月，任罗马尼亚社会主义共和国驻朝鲜民主主义人民共和国特命全权大使。
1974年，罗共十一大，为罗共中央委员。
1978年，任罗马尼亚社会主义共和国政府化学工业部部长级国务秘书。
1979年，任罗共中央委员会军事和政法部部长。11月，罗共十二大，为罗共中央委员、中央书记处书记，主管军队和政法工作。
1980年，被解除职务。3月，任罗马尼亚社会主义共和国政府建筑工业部部长。
1983年，被解除职务，外放担任驻南斯拉夫社会主义联邦共和国特命全权大使。
1989年，退休。 